# Perilitus barri
Perilitus barri är en stekelart som först beskrevs av Loan 1969.  Perilitus barri ingår i släktet Perilitus och familjen bracksteklar. Inga underarter finns listade i Catalogue of Life.